# Pelitti-Ferro
El Pelitti-Ferro es un instrumento musical de viento-madera inventado en 1843 por el músico, barítono y luthier milanés Giuseppe Pelitti (1851-1905), quien le dio su nombre. Se compone de tres tubos cilíndricos recubiertos de piel fina.